# (73979) 1998 DF8
(73979) 1998 DF8 – planetoida z pasa głównego asteroid okrążająca Słońce w ciągu 3,22 lat w średniej odległości 2,18 j.a. Odkryta 21 lutego 1998 roku.